# Orquesta Sinfónica de Pekín
La Orquesta Sinfónica de Pekín (en chino mandarín: 北京交响乐团) es una orquesta sinfónica fundada en 1977 en Pekín (China). 
Ha actuado en diversos países, especialmente asiáticos y europeos, contando y habiendo contado con reputados profesionales, como el pianista Lang Lang y el violinista Sarah Chang. Ha grabado dos discos compactos con la discográfica EMI.